# 모카 (음악 그룹)

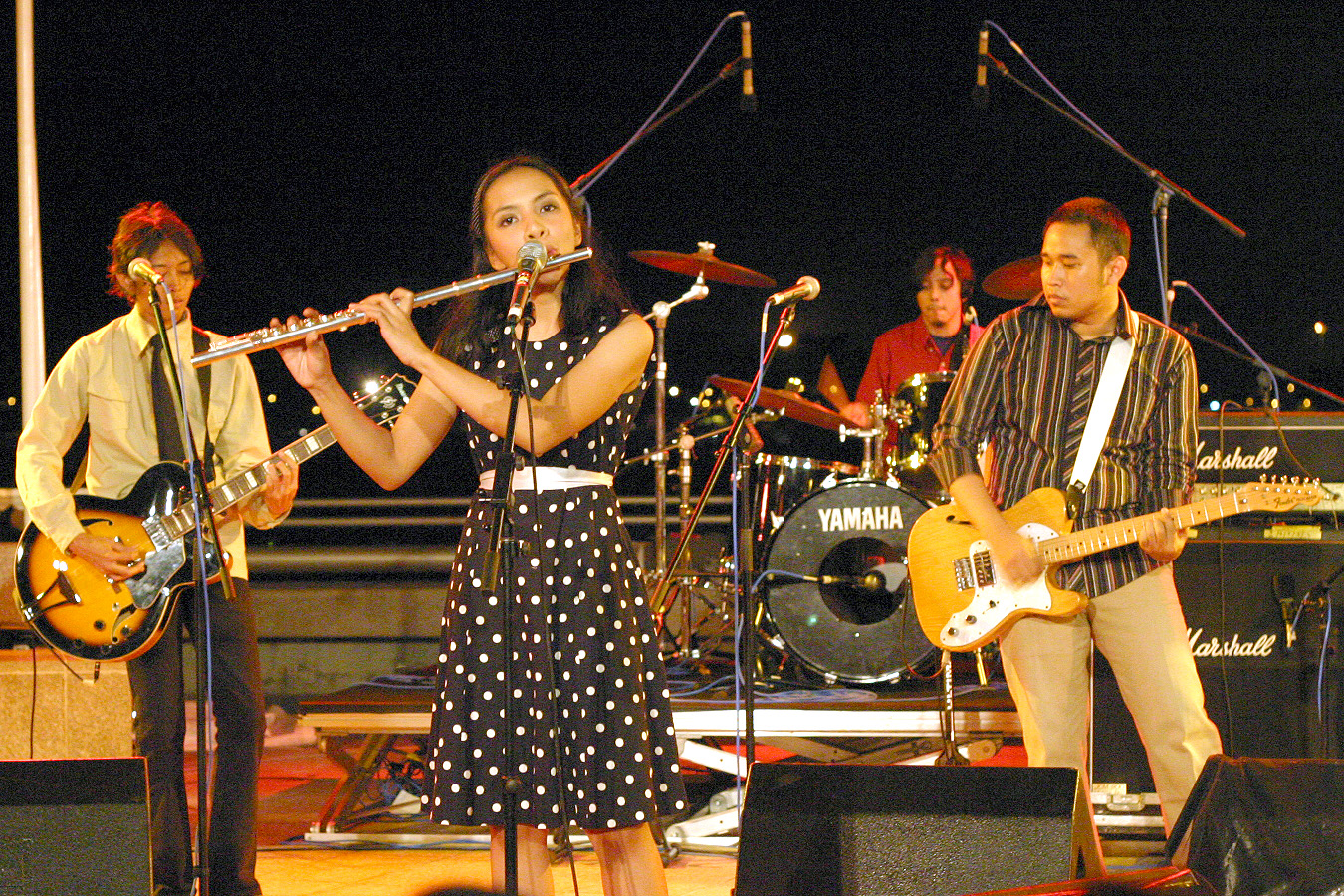

모카(Mocca)는 4명의 인도네시아 인으로 구성된 밴드며 1997년 인도네시아 웨스트 자바쪽에서 결성하였다. 밴드의 음악적 색갈은 70년대의 레트로 음악과 스윙, 보싸 노바, 스위스 팝, 그리고 재즈 등의 영향을 많이 받았다. 밴드의 핵심은 Arina Ephipania Simangunsong, Riko Prayitno, Achmad ("Toma") Pratama, 그리고 Indra Massad이다. 라이브 공연을 할 때는 6명의 추가 연주자들과 함께하는데 키보드, 기타, 퍼커션, 트럼펫 트롬본, 섹소폰 등이 추가가 된다

## 역사
Arina와 Riko가 대학교에 다닐때 그들은 밴드를 같이 하기로 결심했고 일년동안 그들은 다른 사람들의 음악을 연주였고 뭔가 부족함을 느꼈다. 그래서 그들은 그들 자신의 곡을 만들기로 하였다. 1997년에 4개의 곡을 작곡하였는데, 불행하게도 다른 멤버들에게 받아들여지지 않았다. 그렇게 밴드가 수많은 풍파에 휩슬려 결국엔 Arina와 Riko만이 그 음악과 함께 했다.

늦은 1999년, 그들은 indra와 Toma에게 밴드를 같이 하지 않겠냐고 하였고 그렇게해서 MOCCA가 탄생하게 되었다. 그리고 FFWD Recodrs와 계약 하면서, 그들은 MOCCA가 세계로 뻗어나갈수 있도록 많은 도움을 주었다. FFWD는 이미 일본과 싱가포르 그리고 스웨덴에 많은 경험을 쌓고 있었다.

그들의 데뷔 앨범 My Diary는 숙녀의 시점에서 본 그녀의 일기장에 대한 13개의 곡을 담고 있다. 가사들은 다 영어로 되어 있고 음악은 왈츠와 바싸 노바, 70년대 디스크 그리고 락계열의 음악이 담겨 있다. 또한 롤링스톤 인도네시아 메거진은 My Diary를 "위대한 인도네시아 앨범 150" 목록에 59번째로 올려 놓았다. 그 매거진은 MOCCA의 Me and My Boyfriend도 "위대한 인도네시아 곡 150"의 목록에 올려 놓았다.
심플하면서 아름다운 영어로된 곡들로 밴드는 싱가포르, 말레이시아, 타이렌드와 같은 이웃나라들에서 인기를 얻었다. MOCCA는 이 나라들에서 수많은 공연을 했다. 2007년에는 일본에서 공연하였다. Mocca의 최근 공연은 2009년 5월 대한민국 서울에서 솔로 콘서트를 갖었었다. 2010년에는 그들의 곡이 한국의 몇몇 영화음악에 사용되기도 하였다.

## 멤버
·Arina Ephipania Simangunsong (vocals and flute)
1978년 5월 4일생, 인도네시아 웨스트 자바, Bandung에서 태어나 Riko와 함께 Institut Teknologi Nasional의 예술 학사 자격을 취득하여 대학을 졸업하였다.
·Riko Prayitno (guitar) 
1977년 1월 29일생, 인도네시아 웨스트자바 Bogor 출신. Arina와 같이 대학을 졸업. 일찍부터 기타를 치기 시작했으며 대학교때부터 Arina와 함께 공연할때부터 전문적으로 기타를 치기 시작하였다.
·Ahmad Pratama aka Toma (bass)
1976년 6월 27일생, 인도네시아 웨스트자바 Bandung 출신이며 여기서 쭉자라왔다. 그는 밴드에서 키 컴포넌트로 자리메김하고 있다. 그의 정확한 베이스와 템포 그리고 리듬은 인다라의 드럼기술로부터 온다(?)
·Indra Massad (drums)
1976년 1월 31년생 인도네시아 북수마트라, Medan출신. 그는 토마와 같이 Bandung에서 제품디자인에 대해 공부하였으며 Toma와 같은 시기에 Mocca에 들어 왔다. 그는 다른 드러머들과 다르게 탐탐이나 심벌즈를 많이 치는걸 좋아하지 않으며 심플한 싱글 스네어를 추구한다.

## 디스코그래피

### 음반
- My Diary (2002)
- Friends (2004)
- Colours (2007)
- Home (2014)
- Lima (2018)

### EP
- OST Untuk Rena (2005)
- Mini Album/Dear Friends/Mocca (2010)

### 싱글 / compilation appearances
- "Secret Admirer" – Gadis magazine album compilation, 2002
- "Secret Admirer" (acoustic version) – Ripple Magazine, 13th edition, 2002
- "Me & Boyfriend" (acoustic version) – "Delicatessen" 2nd compilation, 2002
- "Me & Boyfriend" – MTV Gress compilation, 2004